# Henry Kalunga
Henry Kalunga est un boxeur zambien mort en 1994.

## Carrière
Henry Kalunga est médaillé d'or aux championnats d'Afrique de Kampala en 1983 dans la catégorie des poids welters.
Aux Jeux olympiques d'été de 1984 à Los Angeles, il est éliminé au deuxième tour dans la catégorie des poids welters par l'Algérien Kamel Abboud.